# Jakob Stenqvist
Jakob Stenqvist, född 17 mars 1998 i Mora, är en svensk professionell ishockeyspelare (back) som just nu spelar för Timrå IK i SHL. Hans moderklubb är Mora IK, och han har även spelat för Orsa IK:s J18-lag.

## Meriter (i urval)
- 2017 - SM-guld med Modo Hockey J20